# Dyckia burchellii
Espèce
Classification APG III (2009)
Dyckia burchellii est une espèce de plantes à fleurs de la famille des Bromeliaceae, endémique du Brésil et décrite en 1889 par John Gilbert Baker.

## Distribution
L'espèce est endémique du centre et de l'est du Brésil et se rencontre dans les États de Bahia et de Goiás.

## Description
Selon la classification de Raunkier, l'espèce est chamaephyte ou hémicryptophyte.